# (8899) Hughmiller
(8899) Hughmiller est un astéroïde de la ceinture principale.

## Description
(8899) Hughmiller est un astéroïde de la ceinture principale. Il fut découvert le 22 septembre 1995 à l'observatoire de Siding Spring par Robert H. McNaught. Il présente une orbite caractérisée par un demi-grand axe de 2,67 UA, une excentricité de 0,28 et une inclinaison de 12,5° par rapport à l'écliptique.

## Étymologie
Cet astéroïde est nommé en l'honneur de Hugh Miller (1802–1856).